# 152472 Brendle
152472 Brendle este o planetă minoră (asteroid) din centura de asteroizi. A fost descoperită pe 23 noiembrie 2005 la Ottmarsheim de Claudine Rinner. 
Obiectul prezintă o orbită caracterizată de o semiaxă mare de 2,7863071620266 UAi, o excentricitate de 0,072690242276763, o înclinație de 13,368833888836 ° în raport cu ecliptica.